# Niki
Niki je moško osebno ime.

## Izvor imena
Ime Niki je različica moškega imena Nikolaj.

## Pogostost imena
Po podatkih Statističnega urada Republike Slovenije je bilo na dan 31. decembra 2007 v Sloveniji število moških oseb z imenom Niki: 96.

## Osebni praznik
Osebe z imenom Niki lahko godujejo takrat kot osebe z imenom Nikolaj.

## Znane osebe
- Niki Lauda, avstrijski dirkač formule 1